# 紀州征伐
紀州征伐（きしゅうせいばつ）または紀州攻めとは、戦国時代（安土桃山時代）における織田信長と羽柴秀吉による紀伊への侵攻のことである。一般的には天正5年（1577年）の信長による雑賀攻め、同13年（1585年）の秀吉による紀伊攻略を指すが、ここでは天正9年（1581年）から同10年（1582年）にわたる信長の高野攻めも取り上げる。
信長・秀吉にとって、紀伊での戦いは単に一地域を制圧することにとどまらなかった。紀伊は寺社勢力や惣国一揆といった、天下人を頂点とする中央集権思想に真っ向から対立する勢力の蟠踞する地だったからである。根来・雑賀の鉄砲もさることながら、一揆や寺社の体現する思想そのものが天下人への脅威だったのである。

## 中世を体現する国、紀伊
ルイス・フロイスによると16世紀後半の紀伊は仏教への信仰が強く、4つか5つの宗教がそれぞれ「大いなる共和国的存在」であり、いかなる戦争によっても滅ぼされることはなかった。それらのいわば宗教共和国について、フロイスは高野山、粉河寺、根来寺、雑賀衆 の名を挙げている。フロイスは言及していないが、5つめの共和国は熊野三山と思われる。共和国と表現されたように、これら寺社勢力や惣国一揆 は高い経済力 と軍事力を擁して地域自治を行い、室町時代中期の時点でも守護畠山氏の紀伊支配は寺社勢力の協力なしには成り立たない状況だった。
紀伊における武家勢力としては、守護畠山氏をはじめ、湯河・山本・愛洲氏などの国人衆が挙げられる。室町時代、これらの国人衆は畠山氏の被官化したもの（隅田・安宅・小山氏など）、幕府直属の奉公衆として畠山氏から独立していたもの（湯河・玉置・山本氏）に分かれていた。
室町時代を通じ、畠山氏は前述の通り寺院勢力との妥協を余儀なくされながらも、紀伊の領国化（守護領国制）を進めていた。奉公衆の湯河氏らも応仁の乱前後から畠山氏の内乱に参戦することが増え、畠山氏の軍事動員に応じ、守護権力を支える立場へと変化していった（教興寺の戦いなど）。一方で15世紀後半以降、畠山氏の分裂と抗争が長期間続いたことが大きく響き、また複数の強力な寺院勢力の存在もあって、武家勢力の中から紀伊一国を支配する戦国大名が成長することはなかった。国人衆は畠山氏の守護としての動員権を認めながらも、所領経営においては自立した存在だった。

### 治外法権の地、境内都市
中世において、寺領は朝廷も幕府も無断で立ち入ることができない聖域だった。寺院内部への政治権力による警察権は認められず（検断不入、不入の権または守護不入を参照）、たとえ謀反人の捜査といえども例外ではなかった。もちろん軍事力による介入など許されない。また、寺領内では政府の徴税権も及ばなかった（諸役不入）。このような、いわば世間に対する別天地である寺院の境内は、苦境にある人々の避難所（アジール）としての性格を持つようになる。一度寺に駆け込めば、外での事情は一切問われない。犯罪者ですら例外ではなかった。境内は貧富貴賎さまざまな人々が流入し、当時の寺社の文化的先進性 と結びついて都市的な発展を遂げる。多くの有力寺社は京都など政治の中枢から遠くない場所にありながら、政治的中立、軍事的不可侵に守られて商工業や金融の拠点として強い経済力を持つようになった。これを「境内都市」（自治都市、宗教都市も参照）という。高野山や根来寺は、典型的な境内都市である。

### 「惣分」と「惣国」
当時の僧侶は大別すると二種類に分けられ、仏法を学び修行する学侶と寺の実務を執り行う行人があった。時代が下るにつれて各寺とも行人の力が増大し、戦国時代の時点では寺院の武力はほとんど行人の占める所となり、寺院の動向も行人らの意思に左右されるようになる。紀北の地侍たちは高野山や根来寺に坊院を建立し、子弟を出家させてその坊院の門主に送り込む行為を盛んに行った。根来寺の主だった行人は、泉識坊が土橋氏、杉之坊が津田氏、また成真院が泉南の地侍中氏など、紀伊のみならず和泉・河内・大和の地侍で構成されていた。これら地侍出身の行人 たちが「惣分」という会議を構成し、根来寺の方針を決定していた。つまり、実態としては根来寺の看板を借りた地侍の連合による統治だった。地侍らは境内都市根来の富力を背景に和泉南部へと勢力圏を拡大していった。
雑賀では、『昔阿波物語』に「主護（守護）はなく、百姓 持に仕りたる国にて候」と記されるほどに守護の影響力は薄かった。地侍たちは一揆の結束を武器に、守護の支配を排して自治を行った。これを「惣国」と呼ぶ。雑賀惣国の範囲は海部郡から名草・那賀郡の一部にまで及んだ。

## 信長の紀州攻め

### 雑賀攻め
元亀元年（1570年）に始まった石山合戦は本願寺優勢のうちに進み、織田信長は石山本願寺を攻めあぐねていた。信長は戦局を打開すべく、本願寺の主力となっていた雑賀衆の本拠である紀伊雑賀（現和歌山市を中心とする紀ノ川河口域）に狙いをつける。兵員・物資の補給拠点である雑賀を攻略すれば、大坂の本願寺勢の根を枯らすことができると考えたのである。
天正4年（1576年）5月頃から織田方の切り崩し工作が始まり、翌5年（1577年）2月までに雑賀五組のうち社家郷（宮郷）・中郷・南郷のいわゆる雑賀三組を寝返らせることに成功する。元々雑賀荘には浄土宗西山派の本山である総持寺があり、雑賀衆の中には真宗門徒もいれば、それ以外の宗派を信じる非門徒も多くいた。石山戦争の過程で雑賀衆の中でも本願寺を支援したい真宗門徒と信長に対して反感を持つ一部の非門徒が連携して一向一揆を編成していくのに対し、この動きに反発する非門徒もおり、彼らは雑賀三組を中心に信長と協力して反一向一揆の動きを強めていったとみられる。

#### 開戦から「降伏」まで
同年2月2日、以前から織田方に加勢していた根来衆に加えて雑賀三組（三緘）の協力も得られることになった ため、信長は雑賀の残り二組、雑賀荘・十ヶ郷を攻略すべく大動員をかけた。信長は9日に安土を発して上洛。膝下の近江の兵に加えて嫡男織田信忠率いる尾張・美濃の軍勢、北畠信雄・神戸信孝・織田信包配下の伊勢の軍勢、さらに畿内と越前・若狭・丹後・丹波・播磨の兵も合流して13日に京都を出発した。16日には和泉に入り、翌17日に雑賀衆の前衛拠点がある貝塚を攻撃したが、守備兵は前夜のうちに海路紀伊へ退却していたので空振りに終わった。同日根来衆と合流して18日に佐野、22日には志立（信達・現泉南市）に本陣を移した。
織田勢は山手と浜手の二手にそれぞれ30,000人の兵を投入して侵攻を開始した。その陣容は、山手に根来衆と雑賀三組を先導役として佐久間信盛・羽柴秀吉・堀秀政・荒木村重・別所長治・同重宗、浜手は滝川一益・明智光秀・長岡藤孝・丹羽長秀・筒井順慶・大和衆に加えて織田信忠・北畠信雄・神戸信孝・織田信包である。
浜手の織田勢は淡輪（現岬町）から三手に分かれて孝子峠を越え、雑賀側の防衛線を突破して南下し、中野城を包囲した。2月28日に信長は淡輪に本陣を進め、同日中野城は織田方の誘降工作に応じて開城した。3月1日、織田勢は平井の鈴木孫一の居館（現和歌山市）を攻撃した。
山手の織田勢は信達から風吹峠を越えて根来に進み、紀ノ川を渡って東側から雑賀に迫った。これに対し雑賀衆は雑賀城を本城となし、雑賀川（和歌川）沿いに弥勒寺山城を中心として北に東禅寺山城・上下砦・宇須山砦・中津城、南に甲崎砦・玉津島砦・布引浜の砦を築き、川岸には柵を設けて防衛線を構築した。
日時は特定できないが2月24日以降、山手先鋒の堀秀政勢が雑賀川の渡河を試みた。『紀伊国名所図会・巻之二・雑賀合戦』によれば、雑賀勢はあらかじめ雑賀川の底に逆茂木・桶・壺・槍先を沈めておいて渡河の妨害を図った。織田方が川を渡ろうとすると人馬が足を取られて前進できず、また川を越えた者も湿地帯で動きが鈍っている所に、頭上から25人ずつが二列横隊を組んで間断なく鉄砲で狙い撃ち、さらに弓隊が射立てた。これにより織田方は多大な損害を受けて退却した。
その後、ゲリラ戦に持ち込まれ戦局は膠着状態となったが、鈴木孫一・土橋若大夫・粟村三郎大夫ら7人は連署して誓紙を差し出し、信長が大坂表での事態に配慮を加えることを条件に降伏を誓ったため、3月15日に信長は朱印状を出して赦免した。21日、信長は陣払いして京都へ引き揚げた。
だが、足利義昭や毛利輝元は「織田方は敗北した」と喧伝した。
信長は引き揚げるに当たり、雑賀衆の再起に備えて佐野砦（現泉佐野市）を築かせ、完成後は織田信張を駐留させた。
だが、半年もしないうちに雑賀衆は再び挙兵し、信長と戦うことになる。

#### 再起と近隣への報復
同年7月、雑賀荘・十ヶ郷の諸士を中心とする雑賀衆が兵を動かし、先に信長に与した三組の衆への報復を始めた。8月16日、井ノ松原（現海南市）において鈴木孫一らの雑賀衆は日高郡の国人・地侍の応援を得て南郷の土豪稲井秀次・岡本弥助らと戦い、これを撃破した。同時期に信長は佐久間信盛父子を大将に70,000 - 80,000人の軍勢を動員して再び雑賀を攻めたが、この時も制圧に失敗した。
翌天正6年（1578年）5月、雑賀荘・十ヶ郷に中郷・南郷の兵も加わって宮郷の太田城を1か月にわたり包囲攻撃（第一次太田城の戦い）したが、落城には至らなかった。宮郷はその後、本願寺に謝罪して赦免を受けている。

#### 石山開城後
天正8年（1580年）に本願寺が織田信長と和睦してから、雑賀では次第に鈴木孫一と土橋若大夫が対立するようになった。

天正10年（1582年）1月23日、鈴木孫一は土橋若大夫を暗殺した。孫一は事前に信長に連絡して内諾を受けており、織田信張とその配下の和泉衆・根来衆の応援を得て土橋氏の粟村（現和歌山市）の居館を攻めた。土橋派は若大夫の遺児5人を立てて抗戦したが、2月8日には土橋平尉（平丞）・平次兄弟は逃亡、根来寺泉識坊 は討ち取られるなど雑賀の内紛は孫一の勝利で決着した。信長の後ろ盾を得た孫一主導の下、雑賀衆は織田信孝の四国攻めに船百艘を提供するなど、織田氏との関係を強めていく。

### 高野攻め
高野山は真言宗の本山として比叡山と並ぶ信仰の中心であると共に、全国に散在する寺領の合計は17万石に達する 紀伊の一大勢力であった。
高野山と織田信長の関係悪化は、天正初年の大和宇智郡の領有問題に絡むトラブルに始まる。同8年（1580年）閏3月に荒木村重の残党5人が山内に逃げ込み、これを察知した信長は7月に前田利家・不破光治を使者として高野山へ差し向けたが、高野山側はこれを拒否した。8月、堺政所の松井友閑配下の足軽32人が山内に入り、荒木残党の捜索を行ったところ、高野山側によって全員殺害された（高野山側は、足軽達は捜索ではなく乱暴狼藉を働いたため討った、としている）。その報復として信長は9月21日、諸国の高野聖を捕えるよう命じた。
高野山は朝廷に嘆願したり信長にも謝罪の使者を送ったりと和平工作を継続していた。信長も9月21日に宇智郡の領有権を認める朱印状を高野山に与えるなど、直ちに武力行使に踏み切る意思はなかった。だが発端である荒木残党の引き渡しについては最後まで合意に達しなかった。
天正9年（1581年）8月17日、信長は高野聖数百人を安土において処刑した。これを契機に、世間では高野山攻めが行われるという噂が流布するようになる。

#### 戦いの有無と規模に関する考察
『高野春秋編年輯録』によると、10月2日に堀秀政が根来に着陣したのを皮切りに、総大将・神戸信孝以下、岡田重孝、松山庄五郎らが紀ノ川筋に布陣、大和口には筒井順慶・定次父子を配し、高野七口 を塞いで総勢137,220余人に達したとされる。これに対し、高野山側は領内の僧兵や地侍に諸国の浪人を加え、合計36,000余の軍勢を集めたとする。
しかしながら、当時なお多方面に敵を抱えていた織田氏がそれだけの兵力を高野山に投入することができたのかという疑問、また大軍に比してそれを指揮する武将の格が低すぎること、名を挙げられている人物には明らかに当時他方面で働いている者が含まれている ことから、『高野春秋』の記す合戦規模については疑問符をつけざるを得ない。とはいえ、高野攻め自体については各種史料に残る断片的な情報から、虚構とも言いきれない。高野山側の記録よりもかなり小規模な形で戦いがあったとも考えられる。この項目では、基本的に戦いが実在したものとして扱う。

#### 戦闘経過
高野山側は伊都・那賀・有田郡の領内の武士を総動員し、軍師橋口隼人を中心に「高野七砦」をはじめとする多数の砦を築いた。そして西の麻生津口と北の学文路口を特に重視して、麻生津口に南蓮上院弁仙（遊佐信教の子）、学文路口に花王院快応（畠山秋高の子）を大将として配置した。また学侶方の老練の僧が交替で護摩を焚き、信長降伏の祈祷を行った。
天正9年10月、織田勢は紀ノ川北岸一帯に布陣し、総大将織田信孝 は鉢伏山（背山）城（現かつらぎ町）に本陣を構えた。根来衆も織田方として動員された。織田勢と高野勢は紀ノ川を挟んで対峙する形になったが、なお交渉は継続しており、同年中は目立った戦いはなかった。
天正10年（1582年）1月、信長は松山新介を多和（現・橋本市）に派遣する。松山は多和に築城し、2月初頭には盛んに九度山方面へ攻撃を仕掛けた。同月9日、信長は武田攻めに当たって筒井順慶以下大和衆に出陣を促した。同時に、大和衆の一部と河内衆は残留して高野山の抑えとなるよう命じた。14日、高野勢は多和城並びに筒井勢 の守る大和口の砦を攻撃。同月末、織田方の岡田重孝らが学文路口の西尾山の砦を攻めたが部将2人を失って撃退される。
3月3日、高野勢50余人が多和城を夜襲して損害を与えた。10日早朝、織田勢は夜襲の報復として寺尾壇の砦を攻撃、城将医王院が討死するも寄手の損害も大きく撃退された。4月初め、織田信孝は四国攻めの大将に任命されたため転任。同月、織田方の竹田藤内らが麻生津口の飯盛山城（現紀の川市）を攻撃した。高野勢は大将南蓮上院弁仙と副将橋口隼人らがこれを防ぎ、竹田ら四将を討ち取り甲首131を挙げる勝利を得た。
6月2日夕刻に至って、高野山に本能寺の変の情報が届く。まもなく寄手は撤退を開始し、高野勢はこれを追撃し勝利した。高野山は危機を脱し、8月21日には恩賞が行われた。

## 秀吉の紀州攻め

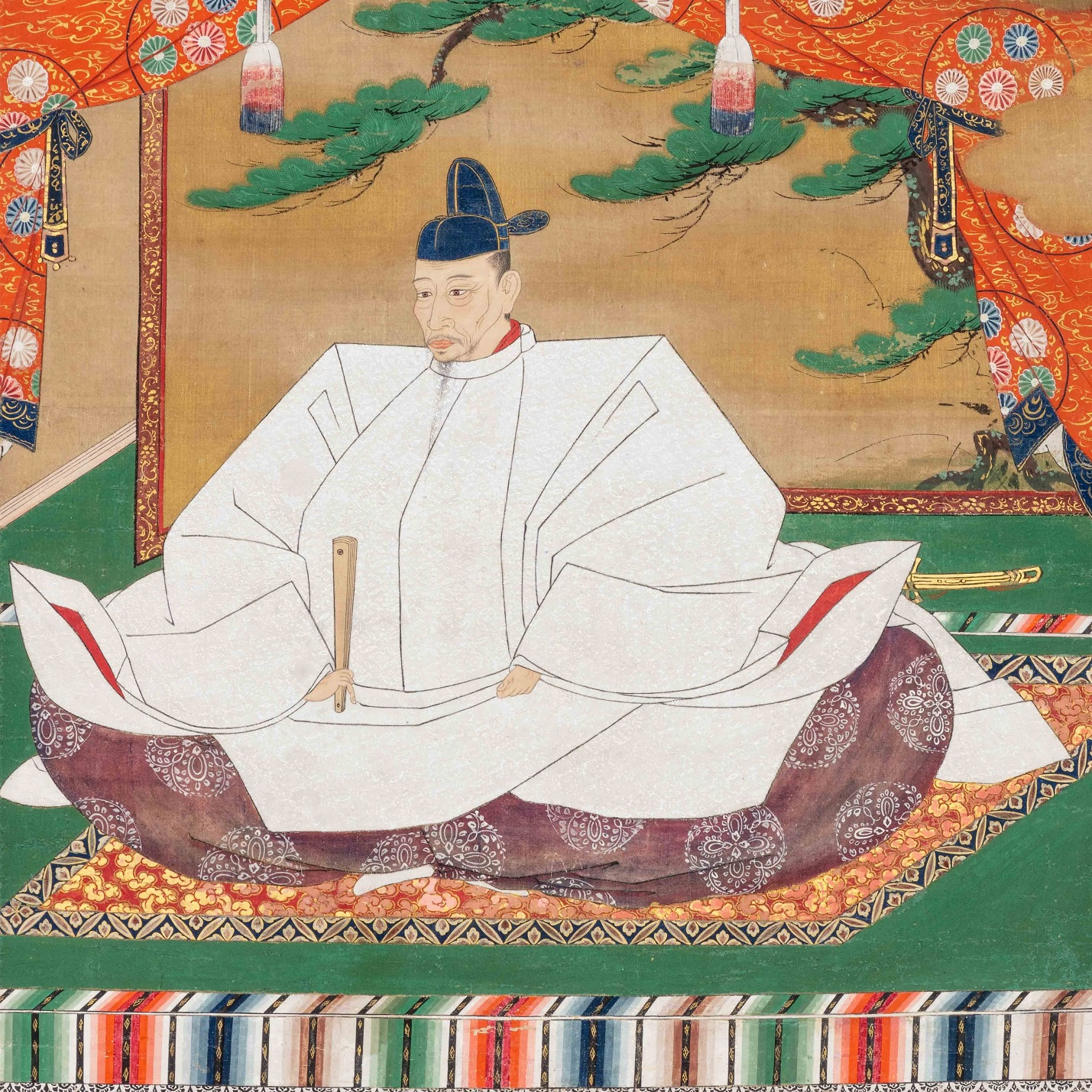
羽柴秀吉像

根来寺は室町時代においては幕府の保護を背景に紀伊・和泉に8か所の荘園を領有し、経済力・武力の両面において強力であった。戦国時代に入ると紀北から河内・和泉南部に至る勢力圏を保持し、寺院城郭を構えてその実力は最盛期を迎えていた。天正3年（1575年）頃の寺内には少なくとも450以上の坊院があり、僧侶など5,000人以上が居住していたとみられる。また根来衆と通称される強力な僧兵武力を擁し、大量の鉄砲を装備していた。根来寺は信長に対しては一貫して協力しており友好を保っていたが、羽柴秀吉と徳川家康・織田信雄の戦いにおいて留守の岸和田城を襲うなどしたほか、大坂への侵攻の動きも見せていたため、秀吉に強く警戒されており、秀吉側は根来寺を攻略する機会を伺っていた。
本能寺の変は雑賀衆内部の力関係も一変させた。天正10年6月3日朝に堺経由で情報がもたらされると、親織田派として幅を利かせていた鈴木孫一はその夜のうちに雑賀から逃亡し、4日早朝には反織田派が蜂起して孫一の館に放火し、さらに残る孫一の与党を攻撃した。
以後雑賀は旧反織田派の土橋氏らによって主導されることとなった。土橋氏は根来寺に泉識坊を建立して一族を送り込んでいた縁もあり、根来寺との協力関係を強めた。また織田氏との戦いでは敵対した宮郷などとも関係を修復し、それまで領土の境界線などをめぐり関係の際どかった根来・雑賀の協力関係が生まれた。

### 前哨戦

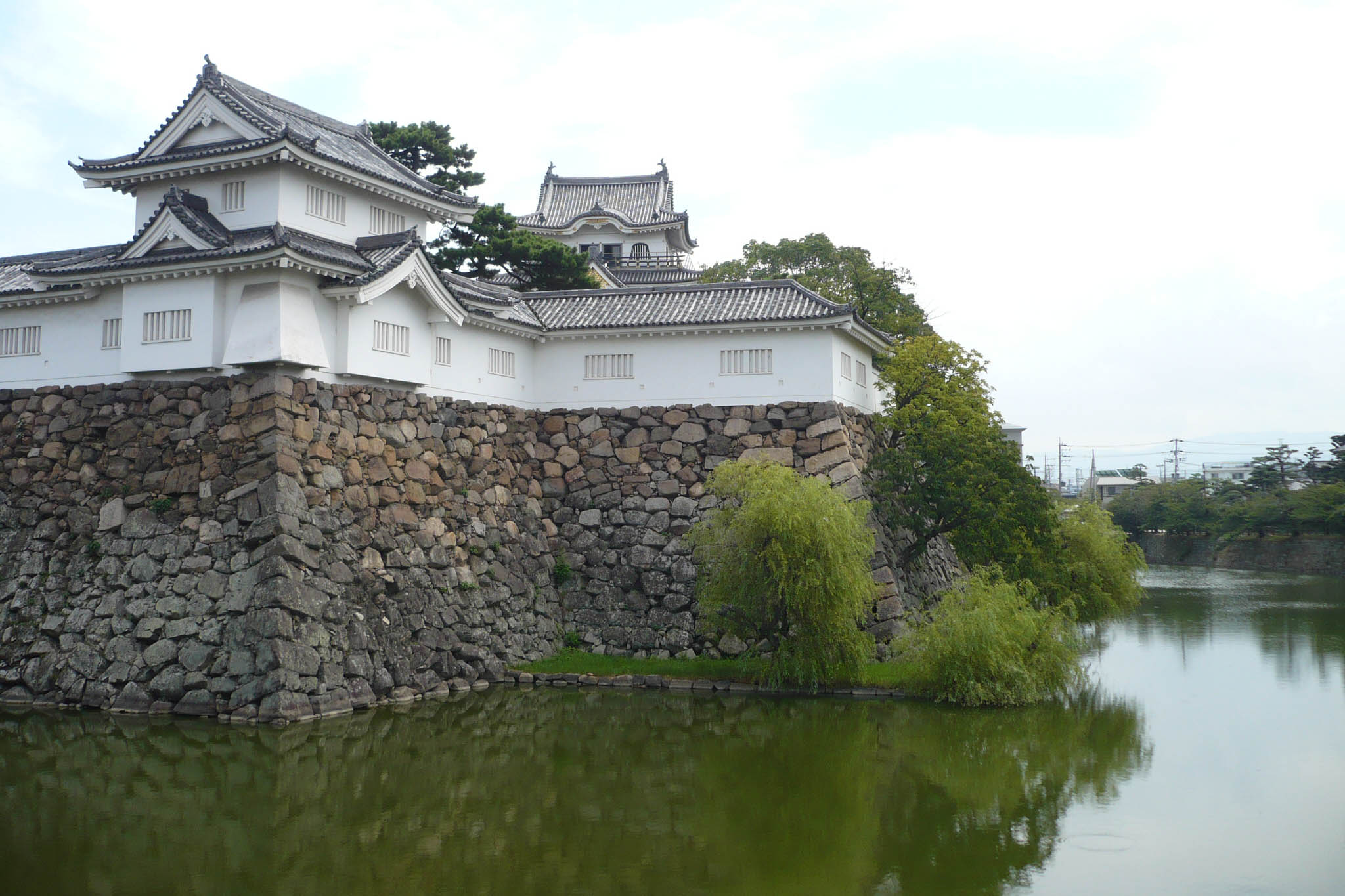
再建岸和田城

天正11年（1583年）、秀吉は蜂屋頼隆を近江に転出させて中村一氏を岸和田城に入れ、紀伊に対する備えとした。一氏の直属兵力は3,000人ほどで、紀州勢と対峙するには十分でなかった。そのため和泉衆 をその与力として付け、合わせて5,000人弱の兵力を編成した。これに対抗して根来・雑賀衆は中村・沢・田中・積善寺・千石堀（いずれも現貝塚市）に付城を築く。以後、岸和田勢と紀州勢との間で小競り合いが頻発するようになった。
同年7月、顕如は鷺森から貝塚に移った。
同年秋頃から紀州勢の動きが活発になる。10月、一氏は兵力で劣るために正面からの戦いを避け、夜襲で対抗するよう指示を出した。同12年（1584年）1月1日、年明け早々に紀州勢が朝駆けを行う。3日、今度は岸和田勢が紀州側の五か所の付城を攻め、これを守る泉南の地侍らと激戦となった。16日、紀州勢が来援し、五城の城兵と合わせて8,000人の兵力となり、岸和田を衝こうとした。岸和田勢は6,000人の軍勢で対抗し、近木川で迎撃して紀州勢を退けた。

#### 大坂襲撃
同年3月、根来・雑賀衆及び粉河寺衆徒は日高郡の湯河・玉置氏の加勢を得て和泉へ出撃。さらに淡路の菅達長 の水軍も加わり、18日には水陸から岸和田・大津を脅かした。大津の地侍真鍋貞成 は菅水軍の200艘1,000人を撃退した。
21日、秀吉は尾張に向けて出陣。翌22日、紀州勢は二手に分かれ、一手は土橋平丞兄弟を将として4,000 - 5,000人で岸和田城を攻撃した。もう一手は堺を占領して堺政所・松井友閑を追い払い、さらに26日には住吉や天王寺に進出して大坂城留守居の蜂須賀家政・生駒親正・黒田長政らと戦った。未だ建設途上の大坂の町は全く無防備で、紀州勢は大坂の街を破壊し焼き払いつつ侵攻した。また盗賊が跋扈し略奪が横行し、その治安の悪化は安土炎上時に匹敵したという。最終的には大坂は守られ、紀州勢は堺・岸和田からも撤退した。この戦いを岸和田合戦という。
この攻勢は秀吉が小牧・長久手の戦いに出陣しようとした矢先に行われ、秀吉は一度は予定通り21日に大坂を出立したもののその後また大坂に戻るなど出鼻を挫かれることになった。その後も4月には保田安政が河内見山（錦部郡）に進出し、8月には見山城を築いて活動拠点とした。またこの時期、根来・雑賀衆は四国の長宗我部氏とも連絡を取り合っていた。

### 和泉の戦い
天正13年（1585年）2月、秀吉は小早川隆景に対し、毛利水軍を岸和田に派遣するよう命じた。これを受けて、隆景は3月1日に自ら出発の準備を行い、まもなく隆景率いる毛利水軍が出陣してきた。

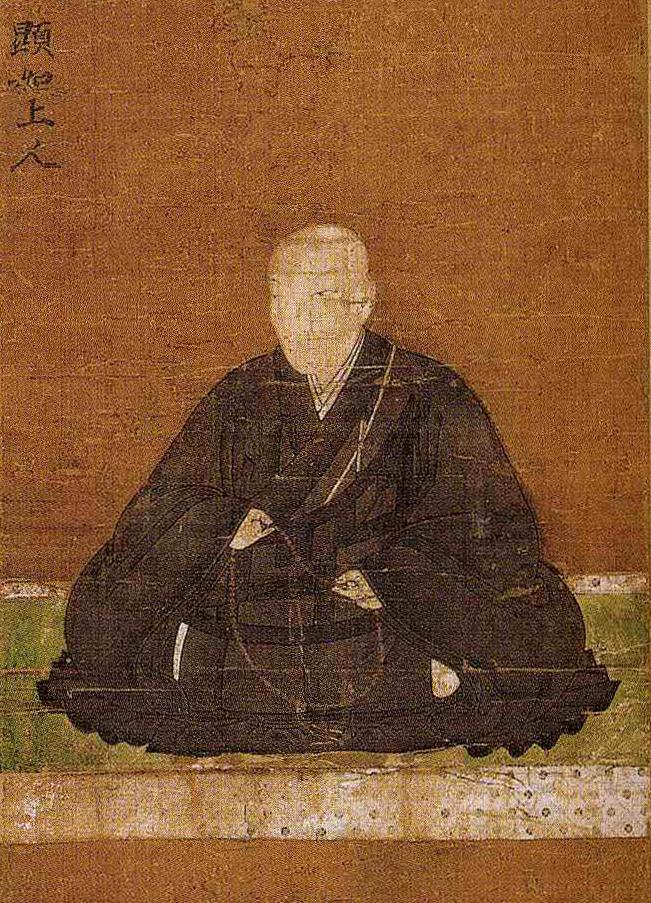
秀吉の紀州攻めに際し、顕如は信徒に秀吉への帰順を呼びかけた

3月9日、秀吉は貝塚寺内に対し禁制を発行して安全を保障した。同日、秀吉正室の侍女孝蔵主を貝塚本願寺へ派遣し、親睦を深めた。
同月上旬、秀吉は木食応其を使者として根来寺に派遣し、応其は拡大した寺領の一部返還を条件に和睦を斡旋した。斡旋案に対し根来衆の間では賛否分かれたが、反対派は夜中に応其の宿舎に鉄砲を撃ちかけ、このため応其は急いで京都に帰還した。
ついに秀吉による紀伊侵攻が開始された。上方勢は秀吉自ら指揮する100,000人、先陣は甥の羽柴秀次、浦手・山手の二手に分かれて23段に布陣した。さらに多数の軍船を揃えて小西行長を水軍の将とし、海陸両面から根来・雑賀を攻めた。これに対し根来・雑賀衆は沢・積善寺・畠中・千石堀などの泉南諸城に合計9,000余人の兵を配置して迎撃した。
3月20日、先陣の秀次勢は大坂を発し、貝塚に到着。21日、秀吉は大坂を出陣し、岸和田城に入る。同日、先陣諸勢は泉南城砦群に接近したが、既に昼を過ぎていた ことから即日攻撃か翌日に延期するかで議論になった。中村一氏が「これだけの兵力差があるのに攻撃を延期するのは他国への印象が悪い」と即時開戦を主張したため、直ちに戦端が開かれた。

#### 千石堀城攻防戦
この時の戦いの様子は千石堀城の戦いも参照。
まず防衛線の東端にあたる千石堀城で攻防が始まった。千石堀城に籠るのは城将大谷左大仁 以下根来衆の精鋭1,400 - 1,500人、他に婦女子など非戦闘員が4,000 - 5,000人加わっていたとされる。攻める上方勢は羽柴秀次を主将に堀秀政・筒井定次・長谷川秀一の諸将だった。
筒井・長谷川・堀勢ら15,000人が進撃すると、城兵500余人が討って出て横合いから弓・鉄砲で奇襲を仕掛けた。「城内より鉄砲を放つこと、平砂に胡麻を蒔くがごとし」 という猛烈な射撃により、上方勢は多数の死傷者を出した。筒井勢などは傘下の大和衆・伊賀衆を合わせて8,000人で戦闘に臨んだが、城兵の銃撃の前に進撃を阻まれた。
味方の苦戦を見て、羽柴秀次は千石堀城がにわか造りゆえに防備は十分でないと推測し、田中吉政・渡瀬繁詮ら直属の将兵3,000余人を側面から城に突撃させた。しかしこれも城方の弓・鉄砲の反撃にあって多数の討死を出す。秀次は自身の馬廻も投入して二の丸に突入させ、城兵300余人を討ち取ってさらに本丸を攻めるが、またしても城兵の弓・鉄砲により阻まれた。一連の攻防により、秀次勢の死傷者はわずか半時（約1時間）の間に1,000余人に達したという。
この時、筒井勢のうち中坊秀行と伊賀衆が搦手に迂回して城に接近し、城内へ火矢を射込んだ。この火矢が城内の煙硝蔵に引火爆発したため城は炎上、これが致命傷となり落城した。城内の人間は焼け死に、討って出た城兵はことごとく戦死した。秀吉は人も動物も皆殺しにするよう厳命し、城内にいた者は非戦闘員はおろか馬や犬猫に至るまで全滅した。

#### 積善寺・沢城の開城
畠中城では、日根郡の地侍・農民らからなる城兵と中村一氏が対戦した。千石堀城が陥落した21日夜、城兵は城を自焼して退却した。
同じ日の夕刻、防衛線の中核たる積善寺城でも戦闘が始まった。井出原右近（出原右近）・山田蓮池坊らの指揮する根来衆からなる城兵に対し、細川忠興・大谷吉継・蒲生賦秀・池田輝政らが攻撃を担当した。城兵は石・弓・鉄砲を放ちながら討って出て、寄手の先鋒細川勢と激戦を繰り広げた。細川勢の犠牲は大きかったが、蒲生勢も戦線に加わり松井康之を先頭に攻撃して城兵は城内に引き籠った。翌22日、貝塚御坊の住職卜半斎了珍の仲介により積善寺城は開城した。
西端の沢城でも戦いが始まっていた。城を守る雑賀衆 を攻めるのは高山重友・中川秀政の両勢である。ここでも押し寄せる上方勢に城兵の鉄砲という図式は変わらず、寄手の負傷者は多数に上った。中川秀政は自ら陣頭に立って攻城に当たり、二の丸を破って本丸に迫った。本丸に追い詰められた城兵は投降を申し出、秀吉の許可の元に羽柴秀長が誓詞を入れ、23日に開城した。
沢城の開城により和泉の紀州側城砦群は全て陥落した。

#### 根来・雑賀衆の敗因
根来・雑賀の鉄砲衆は、その質量両面において戦国時代随一の鉄砲隊だったと言ってよい。だが、彼らが守りを固めていた和泉の前衛城砦群は、上方勢の攻撃開始から3日間で崩壊した。これは紀州側にとって完全に見込み違いの結果だった。
戦うたびに大きな犠牲を払うような不経済なことは極力避けたいというのが戦国大名の心理であった。ゆえに戦闘において前衛が大損害を被れば、それ以上無理押しをしないのが彼らの一般的な対応だった。そのため、根来・雑賀衆は、相手がどれほどの大軍であっても、先陣を切って攻めてくる敵の精鋭さえ撃ち倒してしまえばそれで敵を退けることができると考えていたと思われる。
だが、この時点で既に他大名を圧倒する国力と兵力を有していた秀吉は、兵力の損耗をさほど重んじなかったため、根来・雑賀衆側の思惑が外れた、との見方がある。

### 根来・粉河・雑賀炎上

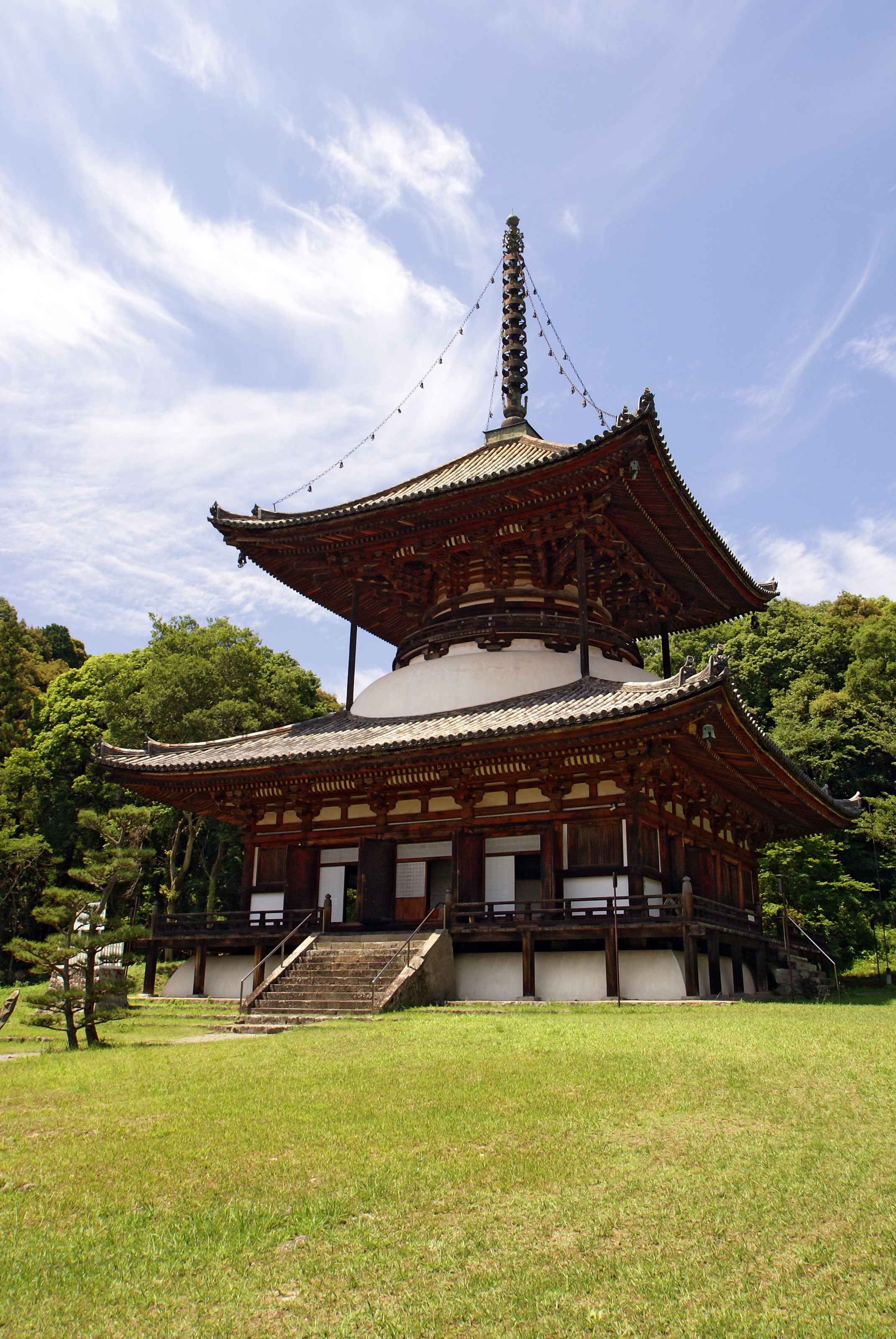
国宝の根来寺大塔。焼失をまぬかれたが、当時の弾痕を残している

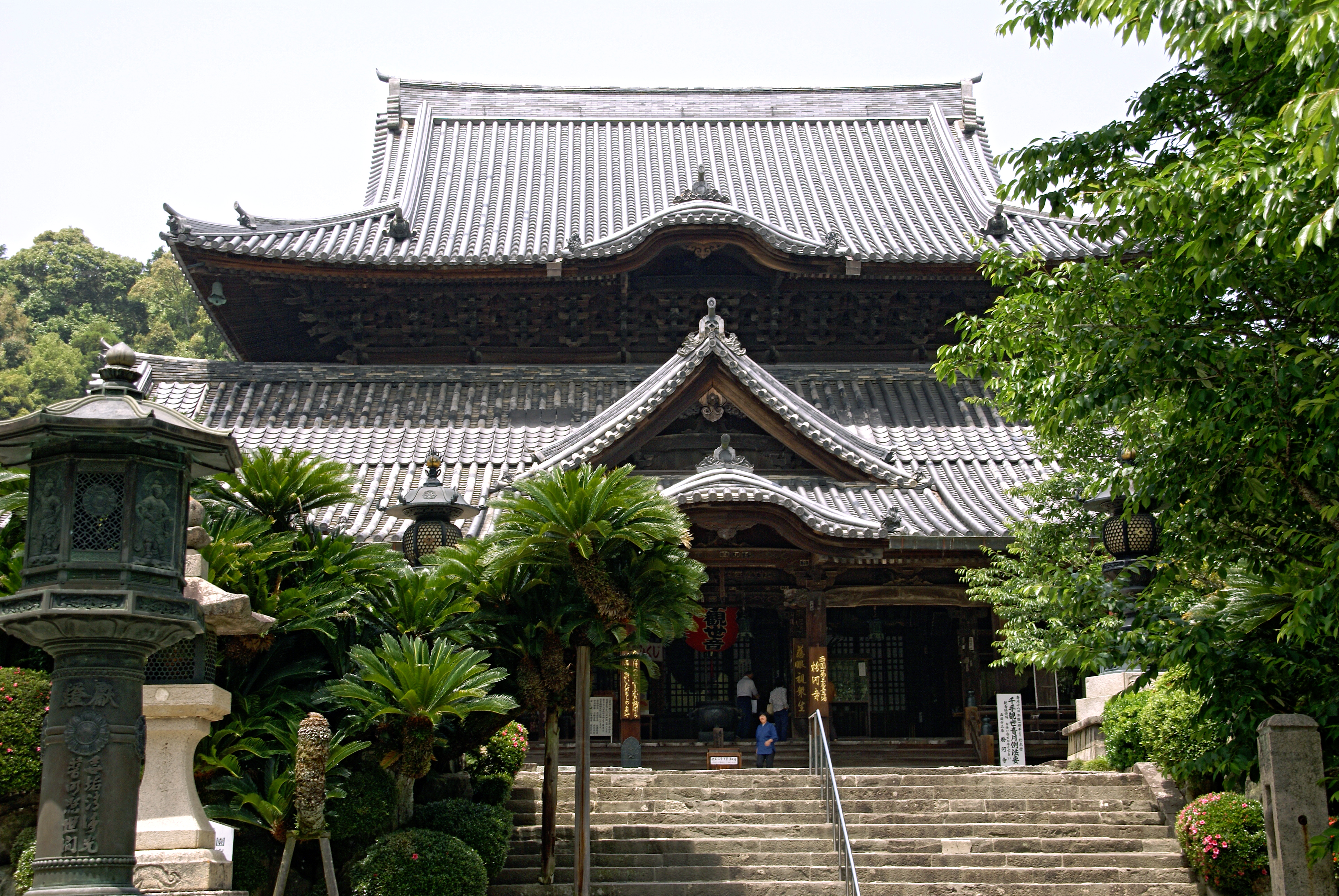
再建後の粉河寺本堂

3月23日、和泉を制圧したのを見届けて秀吉は岸和田城を発し、根来寺に向かう。根来衆の主要兵力は和泉の戦線に出払っていて、寺には戦闘に耐えうる者はほとんどいなかった。残っていた僧侶は逃亡し、根来寺はほぼ無抵抗で制圧された。その夜根来寺は出火して炎上し、本堂、多宝塔（大塔）や南大門など一部を残して灰燼に帰した。根来寺は3日間燃え続け、空が赤く輝く様子が当時貝塚にあった本願寺から見えたという。根来寺炎上の原因については、根来側による自焼説、秀吉による焼き討ち説 と兵士による命令によらない放火または失火説 がある。
同日、もしくは翌24日には粉河寺が炎上した。
少しさかのぼって22日、有田郡の国人白樫氏に誘われて上方勢に寝返った雑賀荘の岡衆が同じ雑賀の湊衆を銃撃し、雑賀は大混乱に陥った。同日土橋平丞は長宗我部元親を頼って船で土佐へ逃亡し、湊衆も船で脱出しようとしたが、人が乗りすぎて沈没する船が出るなどして大勢の死者が出た。翌23日に上方勢の先鋒が雑賀荘に侵入し、24日には根来を発した秀吉も紀ノ川北岸を西進して雑賀に入った。同日、上方勢は粟村の土橋氏居館を包囲した。また上方勢は湊・中之島一円に放火し、他の地域もおおむね半分から三分の二は焼亡したが、鷺森寺内及び岡・宇治は無事だった。こうして雑賀荘は「雑賀も内輪散々に成て自滅」 と評される最期を遂げた。
そんな中、25日には秀吉は紀三井寺に参詣する。

### 紀南の制圧
雑賀衆残党が太田城に籠城し、上方勢の本隊は太田城攻めに当たった。その一方で仙石秀久・中村一氏・小西行長らを別働隊として紀南へ派遣し、平定に当たらせた。
上方勢の紀州攻めを前に、紀南の国人衆の対応は分かれた。日高郡を中心に大きな勢力を持っていた湯河直春は抗戦を主張したが、有田郡では神保・白樫氏が、日高郡では直春の娘婿玉置直和（和佐玉置氏）が湯河氏と袂を分かって上方勢に帰順した。このため湯河直春はまず白樫氏と名島表（現広川町）で戦い、続いて玉置氏の手取城（現日高川町）を攻囲した（坂ノ瀬合戦）。
有田郡は紀伊守護の家格を持つ畠山政尚・貞政父子の本拠である。畠山氏も湯河氏同様、秀吉に抵抗し、上方勢の攻撃対象になった。そして畠山被官の白樫・神保氏は前述の通り上方勢に寝返った。3月23日以降25日以前に、上方勢は畠山氏の支城鳥屋城（現有田川町）を攻め落とし、さらに本拠の岩室城（現有田市）も陥落して畠山貞政は敗走した。
日高郡でも3月23、24日頃には上方勢が来襲し、湯河領に侵攻した。直春は防ぎ難いとみて小松原の居館も亀山城（いずれも現御坊市）も自焼して逃れ、伯父の湯河教春の守る泊城（現田辺市）へ後退した。しかし泊城にも仙石秀久・杉若無心が攻め寄せ、28日までには城を捨てて退却し、龍神山城（現田辺市）を経て熊野へと向かった。田辺に入ってきた上方勢3,000余人は同地の神社仏閣をことごとく焼き払い、その所領を没収した。
牟婁郡（熊野地方）では、口熊野の山本氏が湯河氏に同調して徹底抗戦した。上方勢は泊城占領後に二手に分かれ、杉若無心はおよそ1,000人 を率いて山本康忠の籠る龍松山（市ノ瀬）城（現上富田町）に向かい、仙石秀久・尾藤知宣・藤堂高虎は1,500人の兵で湯河勢を追った。

4月1日、仙石ら三将は潮見峠（田辺市中辺路町）において湯河勢の反撃を受け、退却した。同じ頃、杉若勢も三宝寺河原（現上富田町）で山本勢に敗れ、討伐戦は頓挫する。だが湯河・山本勢にも上方勢を駆逐するほどの力はなく、この方面の戦いは長期化することになった。
一方奥熊野では、新宮の堀内氏善が4月13日以前には降伏したのを筆頭に、高河原・小山・色川氏らはいずれも上方勢に帰順し、それぞれ本領安堵された。また口熊野でも安宅氏は帰順した。

### 高野山降伏
4月10日、秀吉は高野山に使者を派遣して降伏を勧め、これまでに拡大した領地の大半を返上すること、武装の禁止、謀反人を山内に匿うことの禁止などの条件を呑まねば全山焼き討ちすると威嚇した。高野山の僧侶たちは評定の結果条件を全面的に受け入れることに決し、16日に客僧の木食応其を使者に立てた。応其は高野重宝の嵯峨天皇の宸翰と空海手印の文書を携え、宮郷に在陣中 の秀吉と面会した。応其の弁明を秀吉は受け入れ、高野山の存続が保証された。その後、10月23日までには高野山の武装解除が完了した。
この結果高野山は滅亡を免れ、太閤検地終了後の天正19年（1591年）に1万石の所領を安堵された。また木食応其個人に1,000石が与えられた。同20年（1592年）、大政所追善に当たって剃髪寺（のち青巌寺、現在の金剛峯寺）を建立した際に秀吉から1万石寄進されたため計2万1000石となり、江戸時代もこれが寺領として確定する。

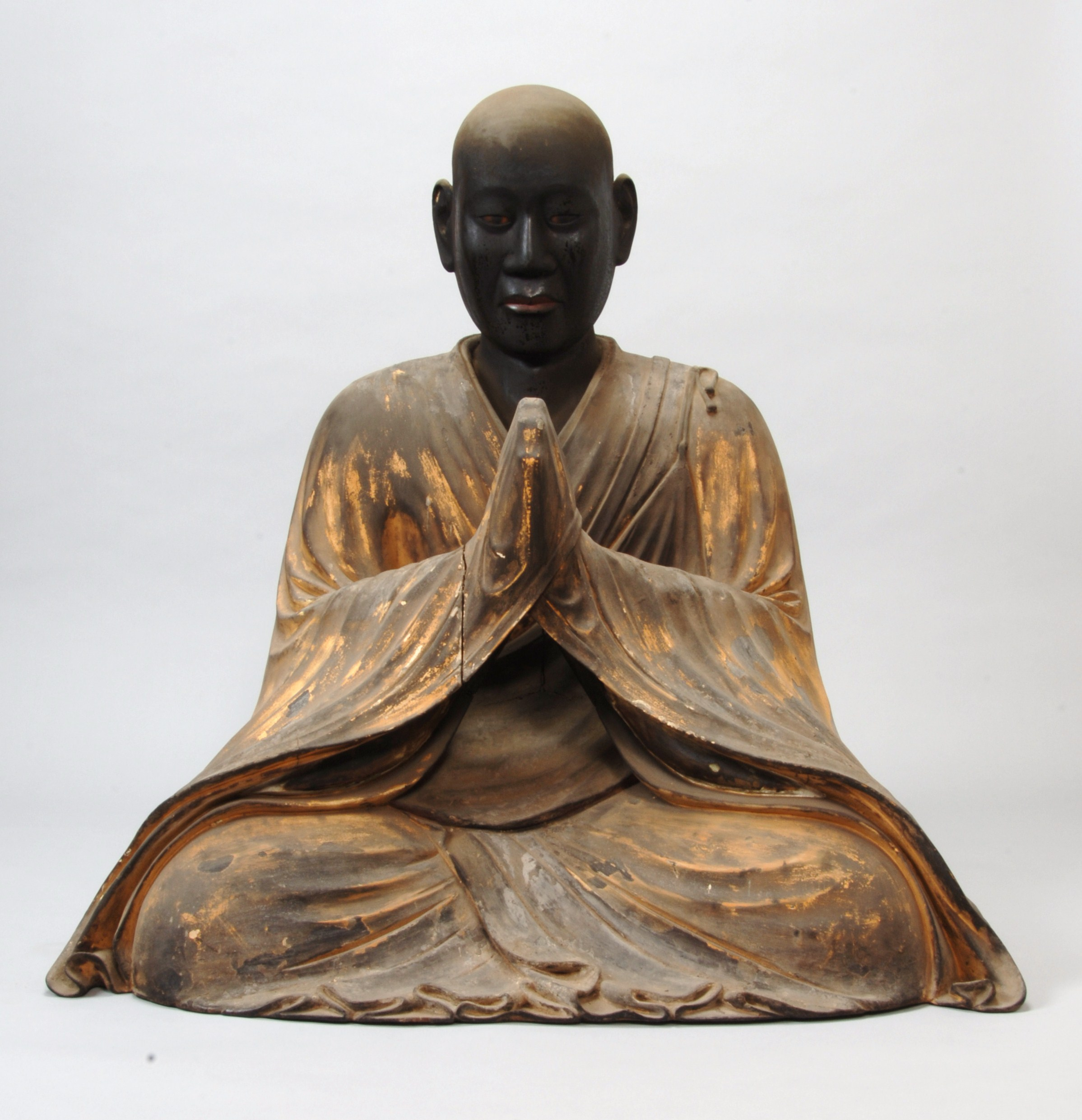
木食応其像（興山寺蔵）

### 太田城水攻め
雑賀荘は上方勢により占領されたが、太田左近宗正を大将になおも地侍ら5,000人 が日前国懸神宮にほど近い宮郷の太田城に籠城した。3月25日、中村一氏・鈴木孫一が城を訪れ降伏勧告を行ったが、城方は拒否した。

#### 小雑賀の戦闘
太田城以外にも、雑賀では複数の城が抵抗を続けていた。佐武伊賀守は的場源四郎と共に小雑賀の城 に籠城し、32日間にわたって守り抜き、太田城開城後に続いて開城したという。

#### 太田城攻防戦
この時の戦いの様子は第二次太田城の戦いも参照。
太田城はフロイスが「一つの市の如きもの」と表現したように、単なる軍事拠点ではなく町の周囲に水路を巡らした環濠集落である。この城を秀吉は当初兵糧攻めで攻略する予定だったが、兵糧攻めでは時間がかかりすぎる ために水攻めに変更した。強攻ではなく持久戦を選択した理由として、兵力の損耗を防ぐこともさることながら、犠牲が増えることによって苦戦の印象が広まるのを回避するためだったと思われる。これに先立つ和泉千石堀城の戦いでは、城の煙硝蔵が爆発したために1日で攻略できたものの攻城側にも多大な犠牲が出ており、太田城でその二の舞を演じることを恐れたと考えられる。
また一面では、本来太田城を守る存在であった水を使って城を攻めることで、水をも支配する自らの権力を誇示しようとしたとも考えられる。水攻め堤防は全長7.2km、高さ7mに及んだ。
上方勢は秀吉自身を総大将、秀長と秀次を副将として、その下に細川忠興・蒲生賦秀・中川秀政・増田長盛・筒井定次・宇喜多秀家・長谷川秀一・蜂須賀正勝・前野長泰などの編成だった。3月28日から築堤が開始された。この築堤工事の途中、甲賀衆の担当部分が崩れたため、甲賀衆が改易流罪となり、山中大和守重友は所領を没収された。4月5日までには完成し、注水が始まる。一方城の北東には以前から治水及び防御施設として堤（以下これを横堤と呼ぶ）が築かれており、籠城が始まると城方によってさらに補強された。横堤の存在によって城内への浸水は防がれた。

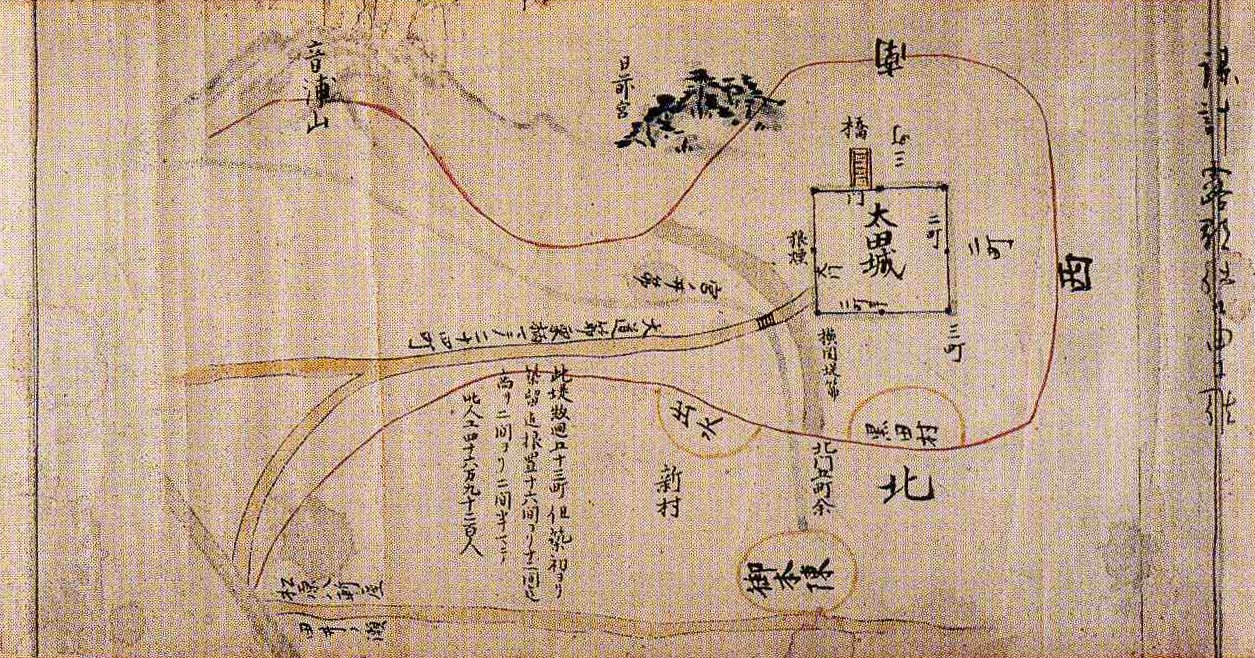
横堤が描かれた絵図

4月8日、横堤が切れて城内へ浸水し、城方を混乱に陥れた。ところが横堤が切れたために水圧に変化が生じたことで、翌9日には逆に水攻め堤防の一部が切れ、寄手の宇喜多秀家勢に多数の溺死者が出た。籠城側はこれを神威とみなした。攻城側は直ちに堤防の修復にかかり、13日までには修理を完了させた。17日に織田信雄、18日に徳川義伊と石川数正が雑賀を訪れる。
秀吉は当初、水攻めが始まれば数日で降伏させられると考えていた。しかし一度破堤したことで籠城側は神威を信じ、粘り強く抵抗していた。4月21日、攻城側は一気に決着をつけるべく、小西行長の水軍を堤防内に導く。安宅船や大砲も動員してのこの攻撃で、一時は城域の大半を占拠した。だが城兵も鉄砲によって防戦し、寄手の損害も大きく撤退した。攻略には至らなかったがこの攻撃で籠城側は抗戦を断念し、翌22日、主だった者53人の首を差し出して降伏した。53人の首は大坂天王寺の阿倍野でさらされた。また主な者の妻23人を磔にかけた。その他の雑兵・農民らは赦免され退城を許された。
秀吉は降伏して城を出た農民に対し、農具や家財などの在所への持ち帰りを認めたが、武器は没収した。これは兵農分離を意図した史料上初めて確認できる刀狩令と言われる。宮郷の精神的支柱だった日前宮は社殿を破却され、社領を没収された。

### 戦後
日高・牟婁郡の一部では依然抵抗が続いていたが、その他の地域はおおむね上方勢により制圧された。紀伊平定後、秀吉は国中の百姓の刀狩を命じる。紀伊一国は羽柴秀長領となり、秀長は紀伊湊に吉川平介、日高入山に青木一矩、粉河に藤堂高虎、田辺に杉若無心、新宮に堀内氏善を配置した。また藤堂高虎を奉行として和歌山城を築城し、その城代に桑山重晴を任じた。秀長による天正検地は天正13年閏8月から始まり、翌々年の同15年（1587年）秋以降に本格化する。

#### 和議と直春の死
4月末、湯河直春は反攻に転じたため、これに対応するため四国征伐軍の一部が割かれ紀伊に差し向けられた。9月24日、榎峠の合戦で湯河勢は敗れて山中へ引き籠った。だが同月末には再度攻勢に出て、討伐に当たった杉若無心・桑山重晴・美藤（尾藤）下野守らは苦戦を強いられた。結局上方勢は湯河氏らを攻め滅ぼすことはできず、和議を結び湯河氏らの本領を安堵した。
翌天正14年（1586年）、湯河直春は死去した。直春の死については毒殺説 と病死説 がある。

#### 国人衆その後
湯河氏は直春の子湯河光春（勝春）が3,000石を安堵された一方で、山本・貴志・目良・山地玉置氏は没落した。神保・白樫氏ら早期に降った者は所領を安堵されたが、和佐玉置氏は1万石と伝えられる所領のうち、安堵されたのは3,500石だった。
生き残った熊野の諸将はおおむね堀内氏に統括されたが、色川氏などは堀内氏との因縁からその指揮下に入ることを嫌い、朝鮮出兵の際には藤堂氏の指揮下に入った。
天正19年（1591年）に秀長が没すると、養子の秀保が後を継いだが、秀保は文禄4年（1595年）に急死した。以降の紀伊は秀吉の直轄地となり、大和郡山城主の増田長盛が代官として支配を行った。

#### 紀伊国一揆

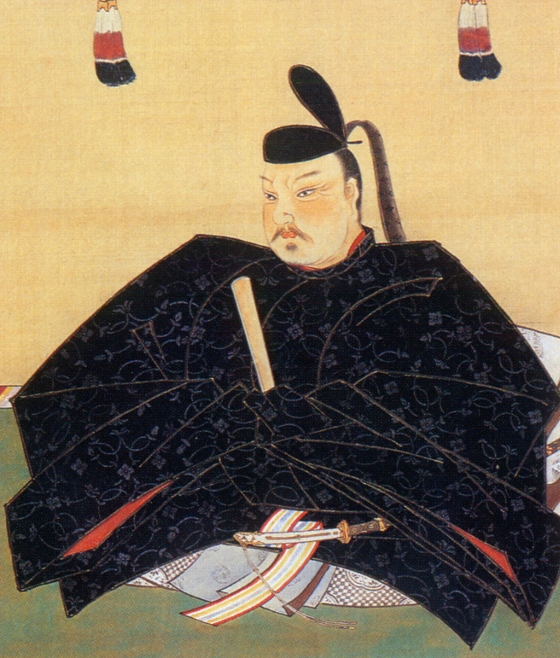
豊臣秀長は、一揆勢に対し容赦ない弾圧を加えた

この戦いで紀伊の寺社・国人勢力はほぼ屈服・滅亡させられたが、各地の地侍はその後も蜂起を繰り返した。守護の支配さえ名目に過ぎなかったのが豊臣秀長領、次いで秀吉直轄領となり、天正検地や刀狩が行われた。次の浅野氏の統治下でも慶長検地が行われ、地侍たちは財産を削られるだけでなく社会的地位まで否定された。こうした急速な近世的支配に対する反動が土豪一揆という形で噴出した。
天正14年8月、熊野から日高郡山地郷（現田辺市龍神村）にかけての山間部で一揆が起こり、吉川平介らによって鎮圧された。慶長3年（1598年）9月、前月の秀吉の死に乗じて再び日高郡山地郷で一揆が起こり、増田長盛の指揮のもと堀内・杉若氏ら日高・牟婁郡の諸将によって老若男女の別なく撫で斬りにするといった弾圧の末に鎮圧された。
慶長19年（1614年）12月、大坂冬の陣に乗じて奥熊野の地侍・山伏らが蜂起し、新宮城を攻撃した。一揆勢は熊野川で敗退し、浅野勢の奥熊野侵攻によって20日足らずで鎮圧された（北山一揆）。この一揆で363人が処刑された。翌20年（1615年）4月、大坂夏の陣の勃発に伴い、日高・有田・名草の地侍が浅野長晟が留守の和歌山城を狙って蜂起したが、再度鎮圧された。処刑者は443人に上った。浅野側はこの2回の一揆を紀伊国一揆と称した。紀伊国一揆の敗北によって、土着勢力の抵抗は終息した。

## 中世と近世（意義）
紀州征伐はその範囲は和泉・紀伊の二カ国にすぎないが、この一連の戦いでは中世と近世とを分けるいくつかの重要な争点が存在した。

### 「無縁」の否定
比叡山や高野山は寺社の中でも最高級の格を持ち、その中立性と不可侵性は中世を通じて尊重された。またその独立性は、権力者の介入を退けるだけの経済力と軍事力によって裏打ちされたものであった。一度境内に入ってしまえば、外の事情は一切考慮しない、誰でも受け入れる。ゆえに権力者が寺内で権力を振りかざすことも認めない ―― このような寺社の思想を伊藤正敏は「無縁」と呼ぶ。
織田信長は、寺社の「無縁」性が敵対者の盾となることを嫌った。比叡山に対する浅井・朝倉軍の退去要求、高野山に対する荒木残党引き渡し要求など、信長は敵方の人間を受け入れないよう寺社に対し要求した。これは外部に対する独立・中立性の放棄であり、無縁の思想からすれば受け入れられないものだった。こうして比叡山焼き討ち・高野攻めへとつながり、比叡山は滅び高野山は信長の横死によって命拾いした。
羽柴秀吉も、寺社に対する姿勢は信長ほど苛烈では無かったものの、基本的には信長の態度を受け継いだ。高野山降伏後に秀吉は、謀反人や犯罪者を匿うことを禁止する、受け入れていいのは世捨て人だけだと告げた。天下人が全てを掌握し管理する近世中央集権体制にとって、権力の介入をはねのける寺社勢力の思想は相容れないものだった。もっとも、この時代以前にも、例えば平清盛は朝廷より比叡山攻めを命じられており、また南北朝の争いにおいては比叡山は南朝方を支援するなどしている。不可侵性が犯されたり、非中立的に外部権力との関わりをもったりしたのは、戦国時代が初めてというわけではない。

### 一揆と地侍
戦国時代後半の社会は、二つの相反する可能性を示唆していた。一つは信長・秀吉の天下統一事業に代表される、強大な権力者を頂点とする中央集権体制、いわば「タテの支配」である。そしてもう一方に、加賀一向一揆や紀伊雑賀などの惣国一揆を代表とする大名の支配を排した地域自治体制、いわば「ヨコの連帯」があった。両者は相容れないものであり、信長・秀吉が天下統一を達成するためには、どうしてもこれら惣国一揆を屈服させなければならなかった。信長によって加賀一向一揆は潰滅したが、雑賀惣国や根来衆は未だ健在であり、秀吉はこれに対する敵意を隠さなかった。
太田城の開城に伴い死を与えられた者たちは、一揆の主導層である地侍である。続いて行われた検地・刀狩も、その目的には兵農分離、すなわち体制の一部として天下人に従う武士と、単なる被支配者である農民とに国人・地侍を分離し、解体することが含まれていた。その後の武士は、知行地を与えられてもその土地と私的な関係を結ぶことは許されなくなり、惣国一揆が再び芽生えることはなかった。やがてこうした体制は、徳川政権の時代に入ると士農工商による強い身分制度や藩制度などへと強化された。

### 刀狩
寺社勢力や惣国一揆を存立せしめたのは、彼ら独自の軍事力による所が大きい。これらを解体するためには、寺社や地侍、そして農民をも武装解除することが必要だった。秀吉は太田開城時に指導層の地侍を処断する一方、一般農民は退城を許したが、この時農民の武装解除を命じた。この武装解除命令は、後年の全国の刀狩の嚆矢として原刀狩令と呼ばれる。次いで2ヶ月後の天正13年6月、紀州惣国及び高野山に刀狩令が発せられる。武装解除させられた高野山にもはや権力の介入を拒む術はなく、寺社の中立・独立性は否定された。そして天正16年（1588年）7月8日、全国に刀狩令が発せられた。

### 結語
海津一朗は「太田の決戦は、中世を象徴する宗教的な民衆武力と、兵農分離の近世秩序が、真正面から戦いあった日本史上のクライマックス」であり、「紀州は「秀吉の平和」、すなわち日本の近世社会の発祥の地であり、それに抵抗した中世終焉の地だったことになる」と述べている。ここに寺社勢力は消滅し、惣国一揆は潰え、武家による一元支配の近世が始まる。